# Hames-Boucres
Hames-Boucres est une commune française située dans le département du Pas-de-Calais en région Hauts-de-France. Ses habitants sont appelés les Hames-Boucrois. La commune est membre de la communauté d'agglomération Grand Calais Terres et Mers.
La commune d'Hames-Boucres (nom officiel depuis 1819) est située dans le nord-est du département du Pas-de-Calais à 10 km, à vol d'oiseau, à l'est du cap Blanc-Nez et à 8 km au sud de la commune de Calais. C’est une commune de type bourg rural selon l'Insee, appartenant à l’unité urbaine de Saint-Omer, avec une population de 1 428 habitants au dernier recensement de 2022.
La commune s'inscrit dans les « paysages des coteaux calaisiens et du pays de Licques » tels qu'ils sont définis dans l'atlas de paysages. Drainée par six cours d'eau, le territoire communal est, pour partie, sur la ZNIEFF de la forêt domaniale de Guînes et ses lisières, celle du marais de Guînes et de celle de la boutonnière de pays de Licques.

## Géographie

### Localisation
Localisée dans le nord du département du Pas-de-Calais, Hames-Boucres est une commune située, à vol d'oiseau, à 10 km à l'est du cap Blanc-Nez et à 8 km au sud de la commune de Calais (chef-lieu d'arrondissement).
Le territoire de la commune est limitrophe de ceux de neuf communes.
Les communes limitrophes sont Coquelles, Nielles-lès-Calais, Pihen-lès-Guînes, Saint-Tricat, Les Attaques, Caffiers, Coulogne, Fréthun et Guînes.

### Géologie et relief
La superficie de la commune est de 12,82 km2 ; son altitude varie de 0  à   86 mètres.

### Hydrographie
Le territoire de la commune est situé dans le bassin Artois-Picardie.
Le territoire communal, marécageux, est drainé par six cours d'eau : 
- le canal des Pierrettes, d'une longueur de 17,91 km, qui prend sa source dans la commune d'Ardres et se jette dans le canal de Calais au niveau de la commune de Calais[4] ;

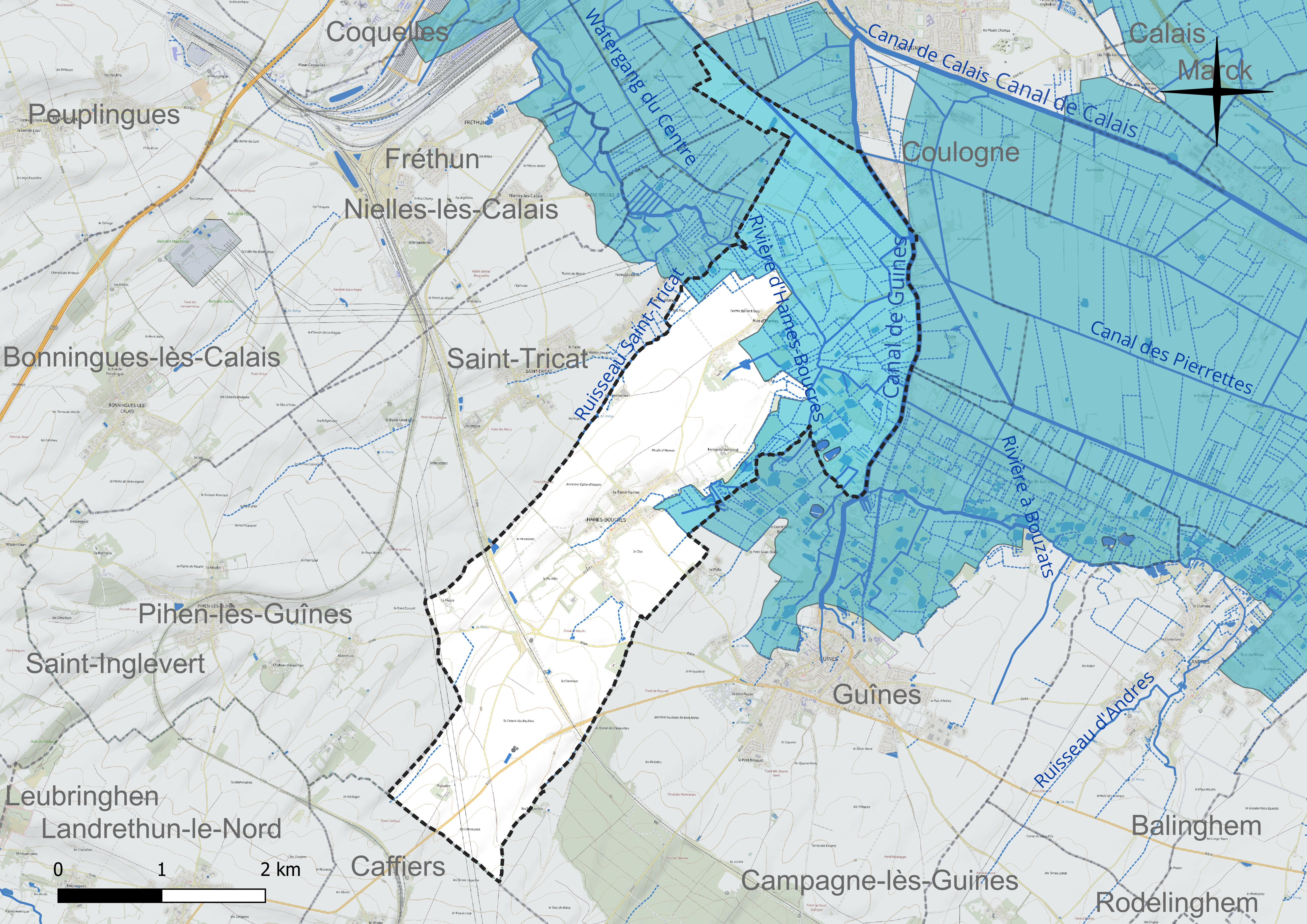
Réseau hydrographique de Hames-Boucres.

- la rivière d'Hames-Boucres, d'une longueur de 9,52 km, qui prend sa source dans la commune de Guînes et termine sa course dans la commune de Coquelles[5] ;
- le canal de Guînes, d'une longueur de 6,56 km, qui prend sa source dans la commune de Guînes et se jette dans le canal de Calais au niveau de la commune de Coulogne[6] ;
- le ruisseau Saint-Tricat, d'une longueur de 2,52 km, qui prend sa source dans la commune de Saint-Tricat et se jette dans la rivière d'Hames-Boucres au niveau de la commune[7] ;
- le ruisseau Monistrol, d'une longueur de 1,39 km, qui prend sa source dans la commune de Guînes et se jette dans la rivière d'Hames-Boucres au niveau de la commune[8] ;
- la rivière de bouzats, d'une longueur de 1,04 km, qui prend sa source dans la commune et se jette dans la rivière à Bouzats au niveau de la commune de Guînes[9].

### Climat
Pour des articles plus généraux, voir Climat des Hauts-de-France et Climat du Nord-Pas-de-Calais.
En 2010, le climat de la commune est de type climat océanique franc, selon une étude du CNRS s'appuyant sur une série de données couvrant la période 1971-2000. En 2020, Météo-France publie une typologie des climats de la France métropolitaine dans laquelle la commune est exposée à un climat océanique et est dans la région climatique Côtes de la Manche orientale, caractérisée par un faible ensoleillement (1 550 h/an) ; forte humidité de l’air (plus de 20 h/jour avec humidité relative > 80 % en hiver), vents forts fréquents.
Pour la période 1971-2000, la température annuelle moyenne est de 10,7 °C, avec une amplitude thermique annuelle de 12,7 °C. Le cumul annuel moyen de précipitations est de 842 mm, avec 12,4 jours de précipitations en janvier et 7,9 jours en juillet. Pour la période 1991-2020, la température moyenne annuelle observée sur la station météorologique la plus proche, située sur la commune de Marck à 11 km à vol d'oiseau, est de 11,0 °C et le cumul annuel moyen de précipitations est de 737,1 mm,. Pour l'avenir, les paramètres climatiques de la commune estimés pour 2050 selon différents scénarios d'émission de gaz à effet de serre sont consultables sur un site dédié publié par Météo-France en novembre 2022.

### Paysages
Pour un article plus général, voir Paysage en France.
La commune s'inscrit dans les « paysages des coteaux calaisiens et du pays de Licques » tels qu'ils sont définis dans l'atlas de paysages de la région Nord-Pas-de-Calais, conçu par la direction régionale de l'Environnement, de l'Aménagement et du Logement (DREAL),.
Ces « paysages des coteaux calaisiens et du pays de Licques » concernent 56 communes du Pas-de-Calais. Ces paysages s'étendent sur environ 30 km de long (est-ouest) et 15 km de large (nord-sud) et présentent deux sous-ensembles : les coteaux calaisiens au nord et le pays de Licques au sud. Les altitudes de ces paysages varient de 206 m dans le Pays de Licques, à 120 m dans l’ouest des coteaux Calaisiens, près de Guînes, et à 10 m dans l'est, près d'Audruicq.
Ces paysages recouvrent trois entités écopaysagères : les collines guînoises qui constituent le rebord septentrional de l'Artois, l'entité de Bredenarde qui appartient à la plaine maritime flamande, et la cuvette de Licques. Ils sont constitués de 59,70 % de cultures, de 17,30 % de forêts, de 15,11 % de prairies naturelles, permanentes, de 7,45 % d'espaces artificialisés, avec les quatre principales communes que sont Audruicq, Ardres, Guînes et Licques, de 0,27 % d'industries, et de 0,18 % de cours d'eau et plan d'eau.
Les éléments structurants de ces paysages sont la LGV Nord et l'A26, la rivière la Hem qui coule du sud vers le nord-est, les escarpements sur les coteaux du Calaisis et autour du pays de Licques et, d'ouest en est, les différents boisements comme la forêt de Guînes, le bois de l'Abbaye, la forêt de Tournehem et une partie de la forêt d'Éperlecques.

### Milieux naturels et biodiversité

#### Zones naturelles d'intérêt écologique, faunistique et floristique
L’inventaire des zones naturelles d'intérêt écologique, faunistique et floristique (ZNIEFF) a pour objectif de réaliser une couverture des zones les plus intéressantes sur le plan écologique, essentiellement dans la perspective d’améliorer la connaissance du patrimoine naturel national et de fournir aux différents décideurs un outil d’aide à la prise en compte de l’environnement dans l’aménagement du territoire.
Le territoire communal comprend deux ZNIEFF de type 1 : 
- la forêt domaniale de Guînes et ses lisières. Cette ZNIEFF est située sur les marges des collines de l'Artois dont elle marque le rebord septentrional, en limite de la plaine maritime flamande[18] ;
- Le site du marais de Guînes. Cette ZNIEFF, situé au pied des collines crayeuses de l'Artois, aux portes de la plaine maritime flamande, correspond à l’ancien delta de l’Aa dans lequel se trouvent des tourbières[19].

et une ZNIEFF de type 2 : la boutonnière de pays de Licques. Cette ZNIEFF, de 17 830 ha, s'étend sur 43 communes.

Carte des ZNIEFF de type 1 et 2 sur la commune
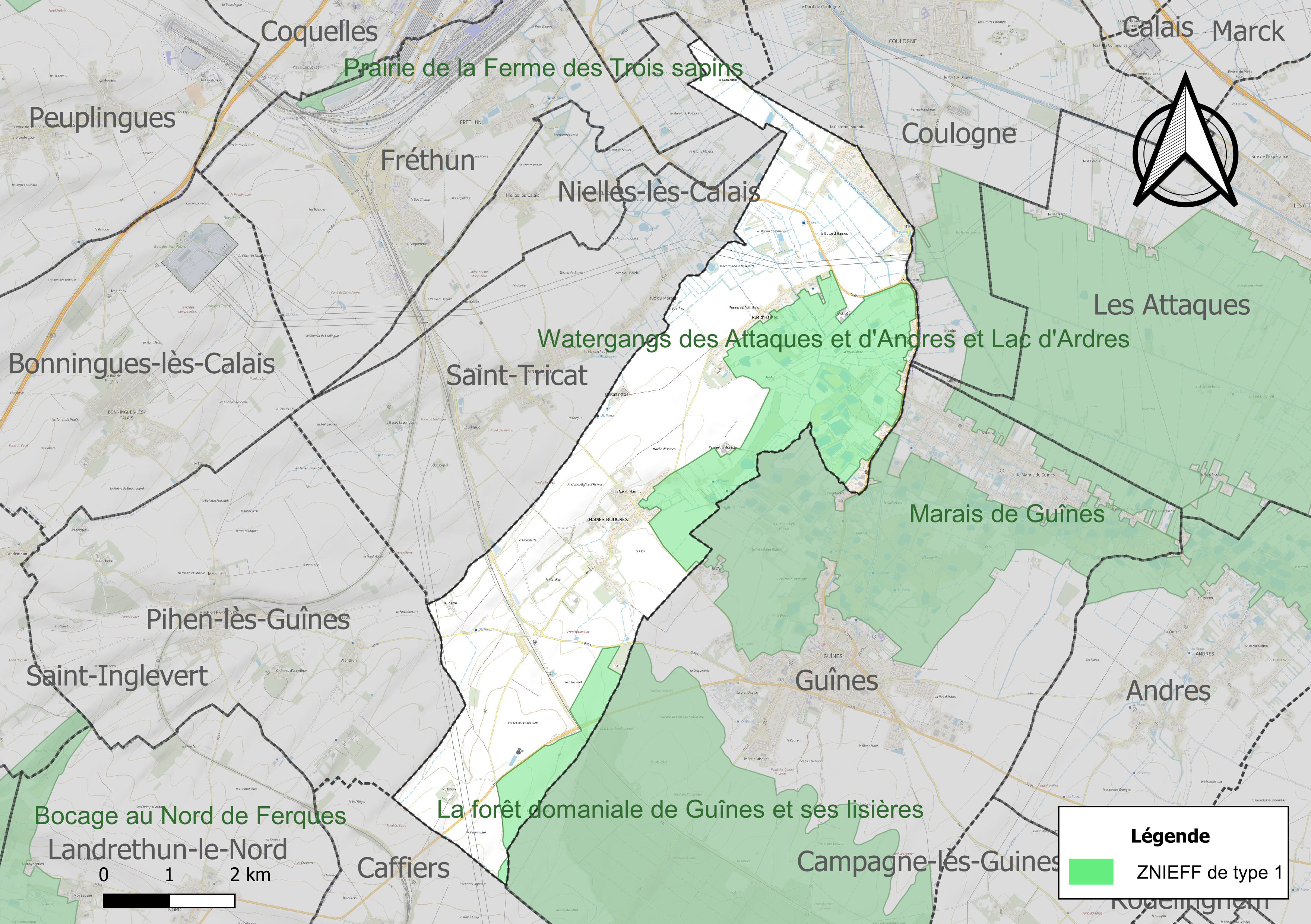
Carte des ZNIEFF de type 1 sur la commune.
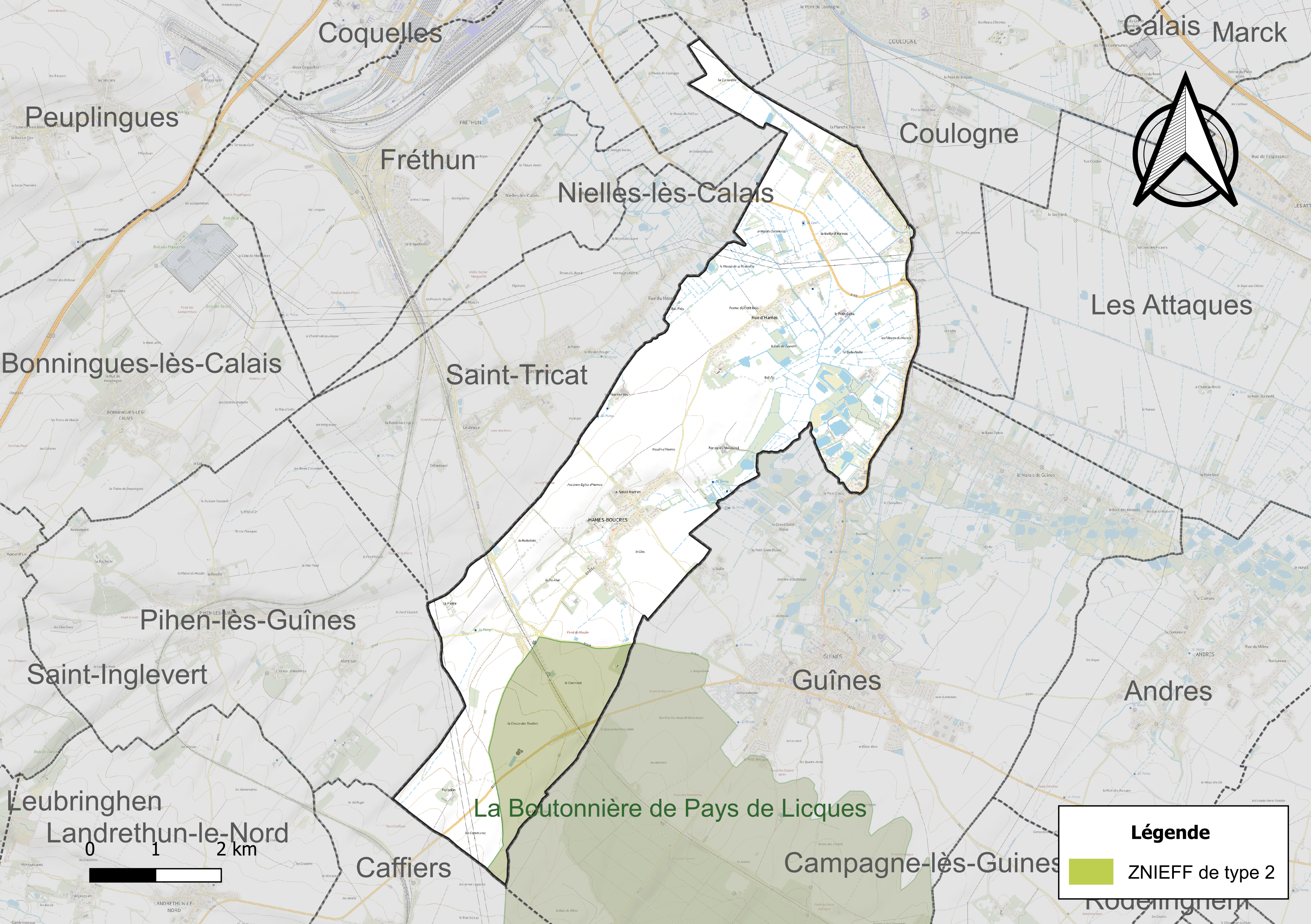
Carte de la ZNIEFF de type 2 sur la commune.

#### Espèces faunistiques et floristiques
Le site de l’Inventaire national du patrimoine naturel (INPN) recense plusieurs espèces faunistiques et floristiques sur le territoire de la commune dont certaines sont protégées et d’autres menacées et quasi-menacées.

## Urbanisme

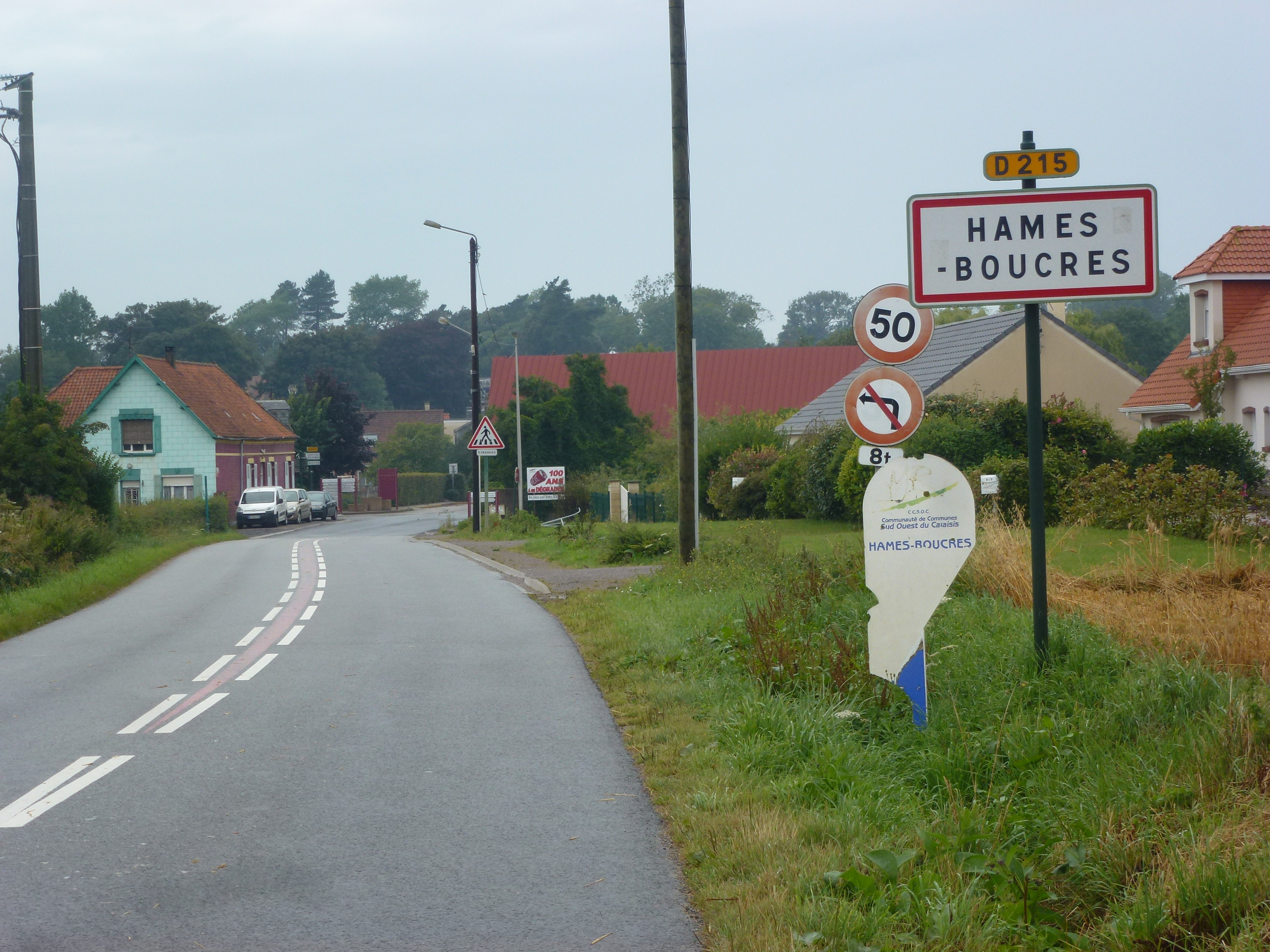
Panneau d'entrée de la commune.

### Typologie
Au 1er janvier 2024, Hames-Boucres est catégorisée bourg rural, selon la nouvelle grille communale de densité à sept niveaux définie par l'Insee en 2022.
Elle est située hors unité urbaine. Par ailleurs la commune fait partie de l'aire d'attraction de Calais, dont elle est une commune de la couronne,. Cette aire, qui regroupe 45 communes, est catégorisée dans les aires de 50 000 à moins de 200 000 habitants,.

### Occupation des sols
L'occupation des sols de la commune, telle qu'elle ressort de la base de données européenne d’occupation biophysique des sols Corine Land Cover (CLC), est marquée par l'importance des territoires agricoles (90 % en 2018), en diminution par rapport à 1990 (91 %). La répartition détaillée en 2018 est la suivante : 
terres arables (59 %), zones agricoles hétérogènes (15,9 %), prairies (15 %), zones humides intérieures (5,4 %), zones urbanisées (4,7 %). L'évolution de l’occupation des sols de la commune et de ses infrastructures peut être observée sur les différentes représentations cartographiques du territoire : la carte de Cassini (XVIIIe siècle), la carte d'état-major (1820-1866) et les cartes ou photos aériennes de l'IGN pour la période actuelle (1950 à aujourd'hui).

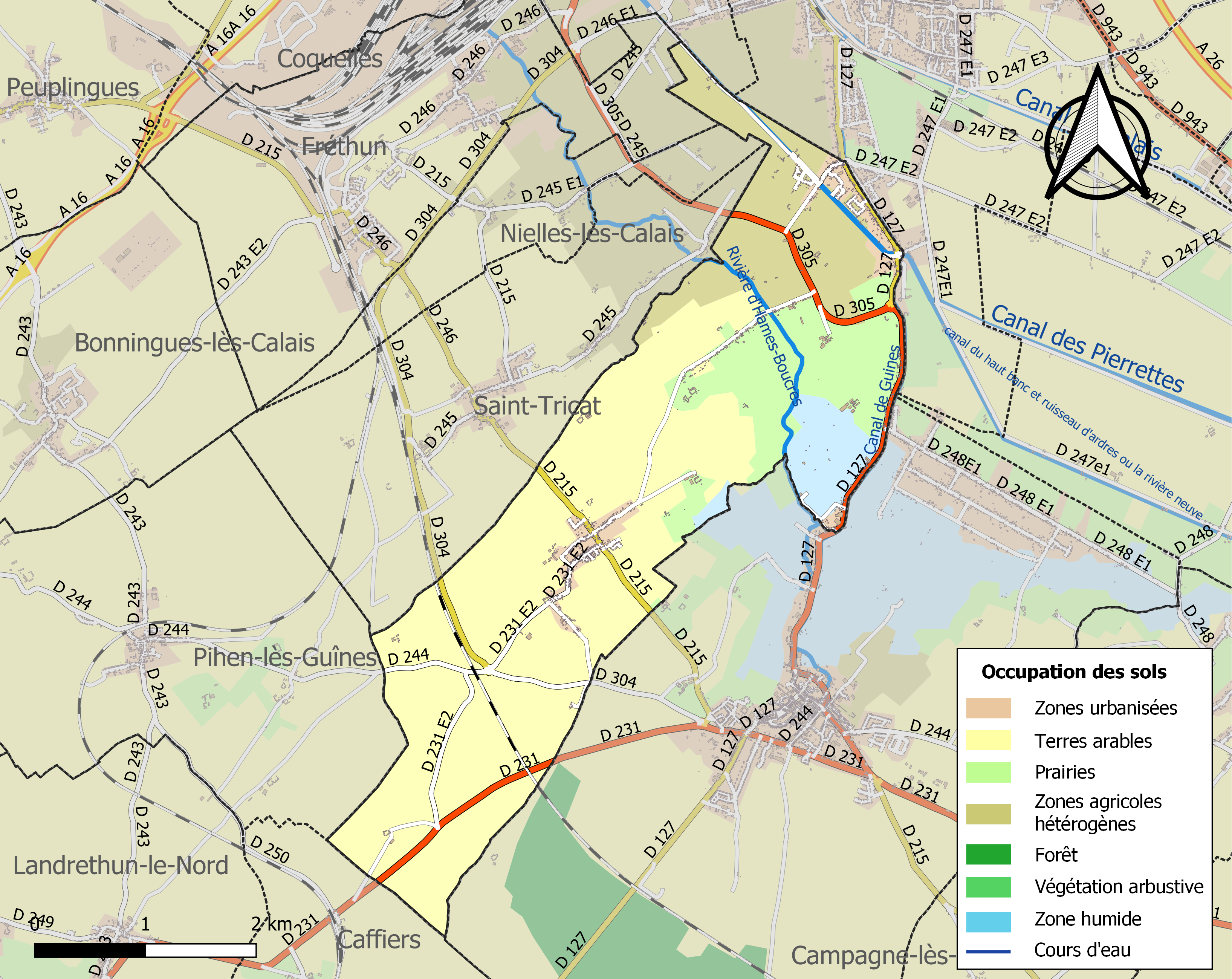
Carte des infrastructures et de l'occupation des sols de la commune en 2018 (CLC).

### Logement
En 2022, le nombre total de logements dans la commune était de 638, alors qu'il était de 613 en 2016 et de 540 en 2011
, soit une progression du nombre total de logements de 18,1 % depuis 2011.
Parmi ces 638 logements, 89,7 % étaient des résidences principales, (soit 572 logements), 6,8 % des résidences secondaires et 3,5 % des logements vacants. Ces logements étaient pour 91,2 % d'entre eux des maisons individuelles et pour 1,4 % des appartements.
Sur les 572 résidences principales, 73,7 % sont occupées par des propriétaires, 24,4 % par des locataires et 1,9 % par des personnes logées gratuitement.
Le tableau ci-dessous présente la typologie des logements à Hames-Boucres en 2022 en comparaison avec celle du Pas-de-Calais et de la France entière. Une caractéristique marquante du parc de logements est ainsi une proportion de résidences secondaires et logements occasionnels (6,8 %) supérieure à celle du département (6,6 %) mais inférieure à celle de la France entière (9,7 %) ainsi que d'une proportion de logements vacants (3,5 %) inférieure à celle du département (7,2 %) et de la France entière (8 %).
| Typologie                                               | Hames-Boucres | Pas-de-Calais | France entière |
| ------------------------------------------------------- | ------------- | ------------- | -------------- |
| Résidences principales (en %)                           | 89,7          | 86,2          | 82,3           |
| Résidences secondaires et logements occasionnels (en %) | 6,8           | 6,6           | 9,7            |
| Logements vacants (en %)                                | 3,5           | 7,2           | 8              |

### Voies de communication et transports

#### Voies de communication
La commune est desservie par les routes départementales D 215 et D 305, route reliant Calais à Guînes.
Hames-Boucres est desservie par la ligne 6 du réseau urbain Imag'in.

#### Transports
La commune se trouve à 6 km au sud-est de la gare de Calais - Fréthun, située sur la ligne LGV Nord et la ligne de Boulogne-Ville à Calais-Maritime, desservie par des TGV inOui et des TER (dont TERGV).
Elle est traversée par la LGV Nord.

### Risques naturels et technologiques
La commune est reconnue en état de catastrophe naturelle par suite des inondations et coulées de boue du 1er au 3 novembre 2012.

## Toponymie

### Hames
Le nom de la localité est attesté sous les formes Hames en 1084 (chronic. Andr., p. 785a). Hammes, en 1112 (privil. comit. Gisn., fo 1 vo ).et 1114 (chronic. Andr., p. 786b), Hamœ en 1164 (ch. de Licques, p. 40). Hammœ en 1166-1173 (ch. de Saint-Bert, n" 262), ampnes en 1536 (terr. angl. du Calaisis, p. 28). Hams en 1556 (plan angl.), ; Hames en 1793 et 1801.
Du germanique  masculin pluriel de hamma, « langue de terre se projetant en terrain d'inondation ». Il s'agit d'un ham s'avançant dans l'ancien golfe de l'Aa.

### Boucres
Le nom de la localité est attesté sous les formes Bochordœ, Bukerdes, Bucretes, Bolcerdoe(Lambert d'Àrdres), Villa Bocretes, Bobardes pour Bokardes, Bockerdes Bocherdes, Rockardes pour Bockardes et Bochardes vers 1084, 1107 et les années suivantes (chron. Andr., 784.2, 785.2, 787.1 et 2, 789. 1, et alibi passim), Parrochia de Bucretes, vers 1127 (Ibid., 803.2), Buckridis, Bokerdes, Rokerdes, Bukerdes (Ibid., 790.2, 801.1, 845.1, 857. 2)., Bukerdes en  1208 (cart. B. M. Bol.), Boukerdes en 1307 (comptes des Baillis de Calais), Boucres, vers 1400 (terr. de Thér.), Boncordes en 1515 (Tass.) et 1559 (sennes de Thér.), Buckerd et Buckarde en 1556 (plan et terr. anglais) et Bouvière (cartes du XVIIe siècle.).
Le nom Boucres pourrait être issu du mot celte Boek qui signifie « hêtre ». Le toponyme de Boucres est la contraction d'une appellation plus ancienne, Bokarde, ecclesiam de Bokaerde. Déjà, vers 1084, on écrivait, par permutation, Bucredes, Bucretes, Bocretes. La combinaison des deux mots bas allemand Bok et Arde donne l'idée de « pâturage (Arde) bordé de hêtres »[réf. nécessaire].

### Hames-Boucres
Boucres est réuni à la commune de Hames, le 24 novembre 1819 date à laquelle la commune prend le nom d’Hames-Boucres.

## Histoire

### Avant la Révolution française

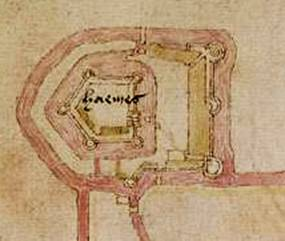
Château de Hames (nord en bas) Extrait “Map of the Marches of Calais” temp. Henry VIII British Museum.

Les Romains semblent avoir laissé quelques traces de leur occupation de la région de Hames :  lors de fouilles qui amenèrent la découverte des piles du pont levis de la porte du sud de l'ancien château, il a été recueilli deux médailles romaines, l'une de Dioclétien, l'autre de Maximien (périodes 284 et 286).
Les seigneurs de Hames reçurent de Manassès Ier de Guînes des terres situées du côté d'Alembon en échange de la suppression dans son comté de Guînes d'une servitude qu'un de ses prédecesseurs Rodolphe Ier de Guînes avait donné en fief aux seigneurs de Hames.
Arnould de Ham ou de Hammes s'illustre entre 1137 et 1142, dans la défense des intérêts de Béatrix de Bourbourg, petite-fille et héritière du comte de Guînes Manassès Ier de Guînes, mais doit s'incliner face aux prétentions du futur comte Arnould Ier de Guînes, malgré le soutien apporté par Henri Ier de Bourbourg, père de Béatrix, châtelain de Bourbourg (famille de Bourbourg).
Après 1160, Arnould de Guînes favorisa l'abbaye Saint-Médard d'Andres qui voulait s'agrandir contre Baudouin de Campagne, seigneur de Hames, dont le frère Henry II de Campagne était seigneur d'Andres. Henry II ayant laissé en mourant un fils en bas âge nommé Henry III et deux filles, Adelis et Aliénor, son frère Baudouin en prit la tutelle contre la volonté de leur mère Adelis de Conteuille. Baudouin avait fait une belle alliance en épousant Adelis, sœur d'Enguerrand de Fiennes et était en cour auprès du comte de Flandres Philippe d'Alsace. Il eut donc l'audace de provoquer le retrait de Pierre, abbé d'Andres, en Poitou auprès de l'abbaye mère de celle d'Andres. Il fallut toute la persuasion d'Arnould de Guînes pour négocier le retour de Pierre ce qui eut lieu quelque temps plus tard. Adelis de Campagne, fille d'Henry II va épouser Eustache, seigneur de Cauquelles (Coquelles) puis Raoul de Fiennes.
Baudouin de Campagnes et Adelis de Fiennes ont eu plusieurs enfants : Eustache, Enguerrand et Baudouin de Hames, autrement appelés de Campagnes.
Eustache de Campagnes ou de Hames succède à son père en la seigneurie de Hames et se distingue par sa valeur, égale à la noblesse de son sang. Pour cette raison, Baudouin II de Guînes va lui donner pour épouse sa nièce, Mahaut de Pollar, fille de Gauthier de Pollar, et de Gisle de Guînes, fille d'Arnould Ier de Guînes. Eustache et Mahaut n'ont engendré que des filles dont l'aînée Euphémie de Hames est nommée avec lui dans différentes chartes qu'il octroya à l'abbaye d'Andres dans les années 1210, 1216 et autres.
Hames passa aux Anglais, avec Guînes, et leur fut définitivement acquise le 8 mai 1360 par le traité de Brétigny.
Hames fut toujours considérée par les Anglais, comme la troisième place forte des Marches de Calais. Comme ceux de Calais et de Guînes, son donjon reçut son contingent de prisonniers d’État. Le plus illustre de ces personnages politiques fut le comte d'Oxford, qui fut emprisonné de 1474 jusqu'à son évasion en 1484.  Hames abritait un château fort isolé au milieu des marais, ne communiquant avec la terre ferme qu'au moyen d'une étroite chaussée. La forteresse était en forme d'un pentagone irrégulier, comme on peut s'en convaincre en examinant les cartes et les plans anglais.
Lors des Guerres de Religion, le 22 janvier 1558, la garnison anglaise du château de Hames, effrayée par la prise de Calais et celle de Guînes par le duc  François de Guise, s'enfuit précipitamment de nuit vers la Flandre. Le duc de Guise consigne entre les mains du roi environ 600 pièces d'artillerie.
Hames-Boucre faisait partie des paroisses proches de Calais occupées par les Anglais .. Elle est restée anglaise environ deux cents ans jusqu'à janvier 1558, date à laquelle les Français reprennent Calais (siège de Calais 1558).
Le château est rasé en 1558.
La situation de Boucres sur la Leulène lui assure aussi un brevet de haute antiquité.
La commune de Hames-Boucres a été créée le 24 novembre 1819 par la fusion de celles de Hames et Boucres,.
Circonscriptions d'Ancien Régime
La paroisse dépendait du diocèse de Thérouanne puis de celui de Boulogne, archidiaconé d’Artois, doyenné de Guînes,.
Elle constituait une baronnie du comté de Guînes, faisait partie du Pays-Reconquis. En ce qui concerne la justice, elle dépendait de la Justice royale de Calais et suivait la coutume d'Amiens,.

### Depuis la Révolution française
Pendant la première guerre mondiale, Guînes est le siège en 1917-1918 d'un commandement d'étapes, c'est-à-dire un élément de l'armée organisant le stationnement de troupes, comprenant souvent des chevaux, pendant un temps plus ou moins long, sur les communes dépendant du commandement, en arrière du front. Hames-Boucres en dépend et a à ce titre accueilli des troupes sur la commune.

## Politique et administration

### Découpage territorial
La commune se trouve depuis 1962 dans l'arrondissement de Calais du département du Pas de Calais, auparavant, depuis 1801, elle se trouvait dans l'arrondissement de Boulogne-sur-Mer.

#### Commune et intercommunalités
Hames-Boucres était membre de la petite communauté de communes du sud-ouest du Calaisis, créée fin 1996.
En application de la Loi NOTRe du 7 août 2015 qui oblige chaque intercommunalité à avoir un seuil de minimum 15 000 habitants, elle disparaît le 31 décembre 2016, et la commune est désormais membre de la communauté d'agglomération Grand Calais Terres et Mers. Cette communauté d'agglomération Grand Calais Terres et Mers regroupe 14 communes et totalise 98 828 habitants en 2021.

#### Circonscriptions administratives
La commune faisait partie depuis 1793 du canton de Guînes. Dans le cadre du redécoupage cantonal de 2014 en France, la commune est désormais rattachée au canton de Calais-1.

#### Circonscriptions électorales
Pour l'élection des députés, la commune fait partie depuis 1988 de la sixième circonscription du Pas-de-Calais.

### Élections municipales et communautaires

#### Liste des maires
| Période                                  | Période                        | Identité         | Étiquette | Qualité |
| ---------------------------------------- | ------------------------------ | ---------------- | --------- | --- |
| Les données manquantes sont à compléter. |                                |                  |           | |
| avant 1932                               | après 1935                     | Robert Smith     | RG        | Conseiller général de Guînes (1919 → 1937)                                                                                 |
| 1936                                     | 1945                           | Paul Mercier     |           | |
| Les données manquantes sont à compléter. |                                |                  |           | |
|                                          | 2008                           | Pierre Allender  |           | |
| mars 2008                                | mars 2019                      | René Lotte,      | LR        | Exploitant agricole Vice-président de la CA Grand Calais Terres et Mers (2015 → 2019) Décédé au cours de son second mandat |
| juin 2019                                | mai 2020                       | Francis Lecocq   |           | |
| mai 2020                                 | En cours (au 25 octobre 2020,) | Philippe Bouchel |           | Enseignant au collège Jeanne-d’Arc de Calais                                                                               |

## Équipements et services publics

### Enseignement

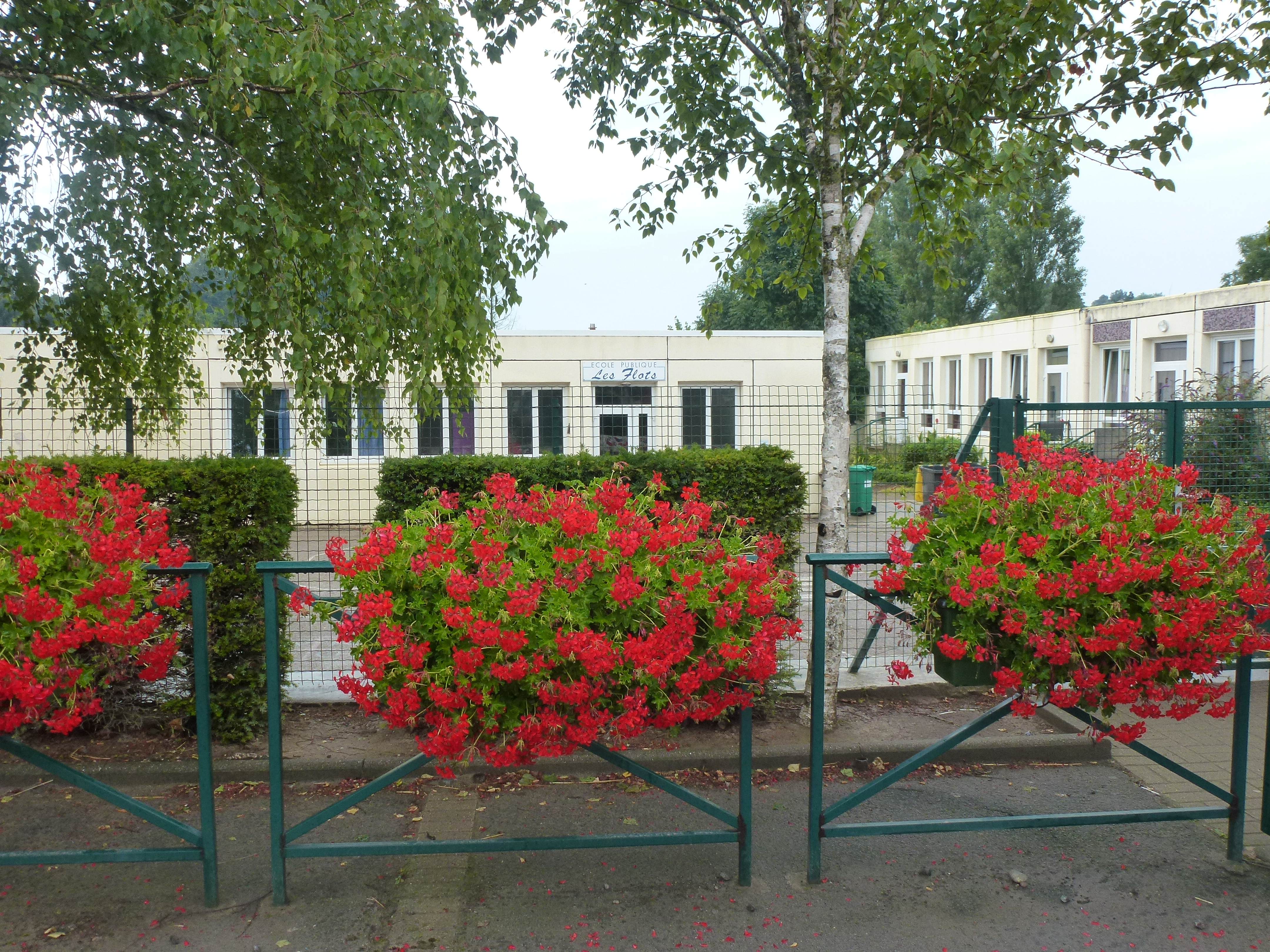
L’école primaire.

La commune est située dans l'académie de Lille et dépend, pour les vacances scolaires, de la zone B.
Elle administre l’école primaire Les Flots.

### Justice, sécurité, secours et défense
La commune dépend du tribunal de proximité de Calais, du conseil de prud'hommes de Calais, du tribunal judiciaire de Boulogne-sur-Mer, de la cour d'appel de Douai, du tribunal de commerce de Boulogne-sur-Mer, du tribunal administratif de Lille, de la cour administrative d'appel de Douai, du pôle nationalité du tribunal judiciaire de Boulogne-sur-Mer et du tribunal pour enfants de Boulogne-sur-Mer.

## Population et société

### Démographie
Les habitants de la commune sont appelés les Hames-Boucrois.

#### Évolution démographique
L'évolution du nombre d'habitants est connue à travers les recensements de la population effectués dans la commune depuis 1793. Pour les communes de moins de 10 000 habitants, une enquête de recensement portant sur toute la population est réalisée tous les cinq ans, les populations de référence des années intermédiaires étant quant à elles estimées par interpolation ou extrapolation. Pour la commune, le premier recensement exhaustif entrant dans le cadre du nouveau dispositif a été réalisé en 2004.

En 2022, la commune comptait 1 428 habitants, en évolution de −3,19 % par rapport à 2016 (Pas-de-Calais : −0,72 %, France hors Mayotte : +2,11 %).
| 1793 | 1800 | 1806 | 1821 | 1831 | 1836 | 1841 | 1846 | 1851 |
| ---- | ---- | ---- | ---- | ---- | ---- | ---- | ---- | ---- |
| 396  | 422  | 439  | 809  | 877  | 866  | 834  | 860  | 888  |

| 1856 | 1861 | 1866 | 1872 | 1876 | 1881 | 1886 | 1891 | 1896 |
| ---- | ---- | ---- | ---- | ---- | ---- | ---- | ---- | ---- |
| 798  | 769  | 750  | 741  | 737  | 723  | 715  | 710  | 706  |

| 1901 | 1906 | 1911 | 1921 | 1926 | 1931 | 1936 | 1946 | 1954 |
| ---- | ---- | ---- | ---- | ---- | ---- | ---- | ---- | ---- |
| 703  | 676  | 748  | 775  | 714  | 739  | 752  | 704  | 830  |

| 1962 | 1968 | 1975 | 1982  | 1990  | 1999  | 2004  | 2006  | 2009  |
| ---- | ---- | ---- | ----- | ----- | ----- | ----- | ----- | ----- |
| 796  | 851  | 964  | 1 047 | 1 017 | 1 106 | 1 200 | 1 291 | 1 367 |

| 2014  | 2019  | 2022  | - | - | - | - | - | - |
| ----- | ----- | ----- | - | - | - | - | - | - |
| 1 464 | 1 457 | 1 428 | - | - | - | - | - | - |

#### Pyramide des âges
En 2018, le taux de personnes d'un âge inférieur à 30 ans s'élève à 38,1 %, soit au-dessus de la moyenne départementale (36,7 %). À l'inverse, le taux de personnes d'âge supérieur à 60 ans est de 19,2 % la même année, alors qu'il est de 24,9 % au niveau départemental.
En 2018, la commune comptait 743 hommes pour 720 femmes, soit un taux de 50,79 % d'hommes, largement supérieur au taux départemental (48,50 %).
Les pyramides des âges de la commune et du département s'établissent comme suit.
| Hommes | Classe d’âge | Femmes |
| ------ | ------------ | ------ |
| 0,0    | 90 ou +      | 0,4    |
| 4,3    | 75-89 ans    | 5,3    |
| 13,4   | 60-74 ans    | 15,1   |
| 25,4   | 45-59 ans    | 22,0   |
| 17,4   | 30-44 ans    | 20,6   |
| 18,4   | 15-29 ans    | 17,7   |
| 21,1   | 0-14 ans     | 18,8   |

| Hommes | Classe d’âge | Femmes |
| ------ | ------------ | ------ |
| 0,5    | 90 ou +      | 1,6    |
| 5,6    | 75-89 ans    | 8,9    |
| 16,7   | 60-74 ans    | 18,1   |
| 20,2   | 45-59 ans    | 19,2   |
| 18,9   | 30-44 ans    | 18,1   |
| 18,2   | 15-29 ans    | 16,2   |
| 19,9   | 0-14 ans     | 17,9   |

## Économie

### Revenus de la population et fiscalité
En 2021, la commune compte 558 ménages fiscaux, regroupant 1 498 personnes.
Le revenu fiscal médian par ménage de la commune est de 22 770 €, supérieur à celui du département du Pas-de-Calais (20 720 €) et inférieur à celui de la France métropolitaine (23 080 €),,.

## Culture locale et patrimoine

### Lieux et monuments
- Le château du baron de Saint-Paul, datant du XVIIIe siècle.
- Hames et Boucres possédaient chacune leur église. Vers 1560, les deux églises s'élevaient le long de la même rue, distantes l'une de l'autre d'un bon kilomètre : celle de Hames dédiée à saint Martin et celle de Boucres consacrée à la sainte Croix[54]. Après le Concordat, l'église de Hames fut réunie comme annexe à la succursale de Boucres, dans le diocèse d'Arras[37].
  - L'église Saint-Martin[55]. Elle héberge 16 éléments patrimoniaux inscrits au titre d'objet des monuments historiques[56].
  - La chapelle Sainte-Victoire, située rue de Hames et construite sur l'emplacement de l'ancienne église de Hames, bâtie sur un terrain de dix ares donné par le baron de Saint-Paul. Elle fut dédiée à sainte Victoire en souvenir de Mme Auber de Berlaër et inaugurée le 28 septembre 1873. Elle héberge un élément patrimonial inscrit au titre d'objet des monuments historiques[56]
- Le monument aux morts[57].
- Le carré militaire britannique, où reposent des soldats tués lors de la bataille de France en juin 1940.

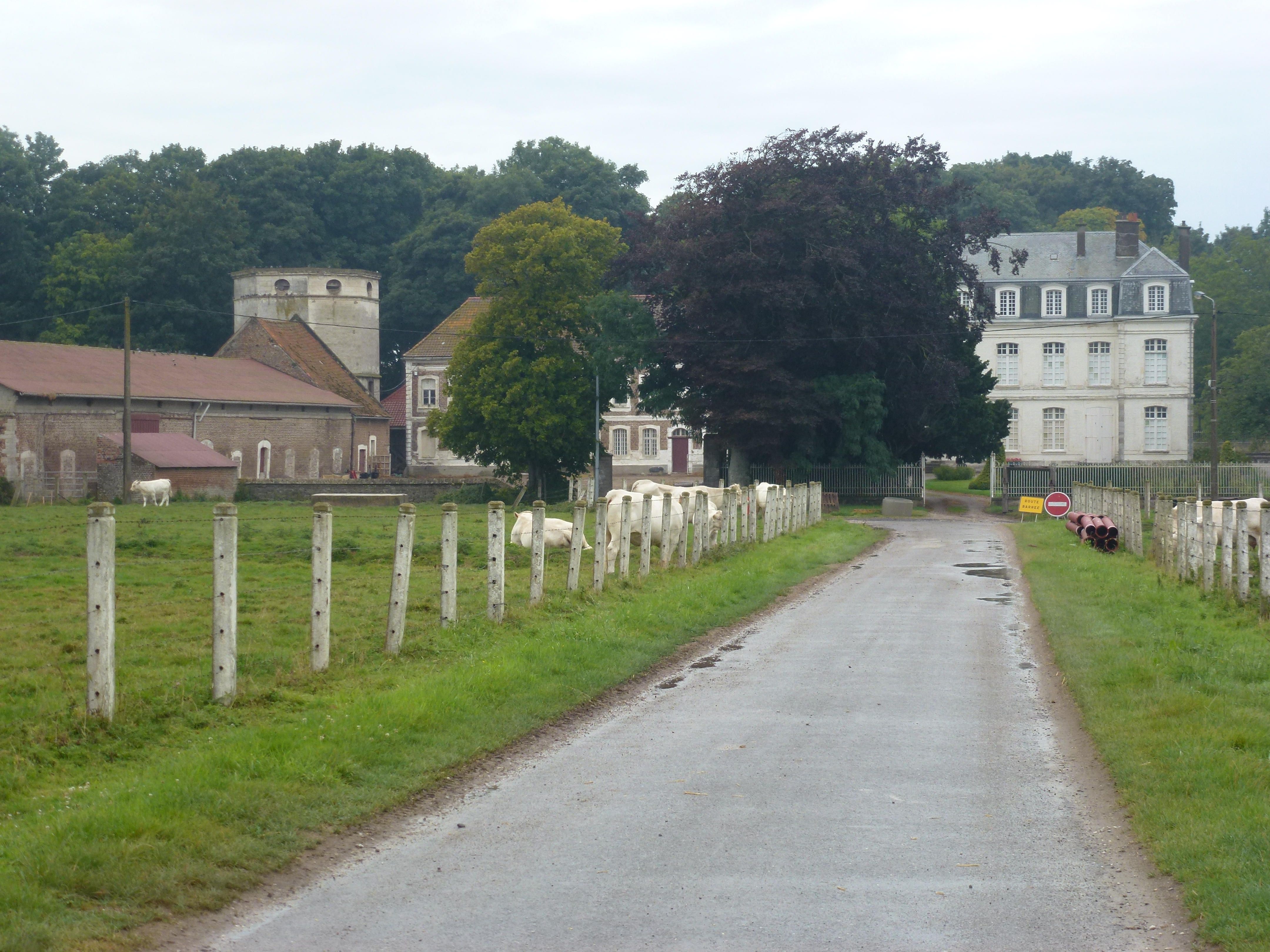
Le château.
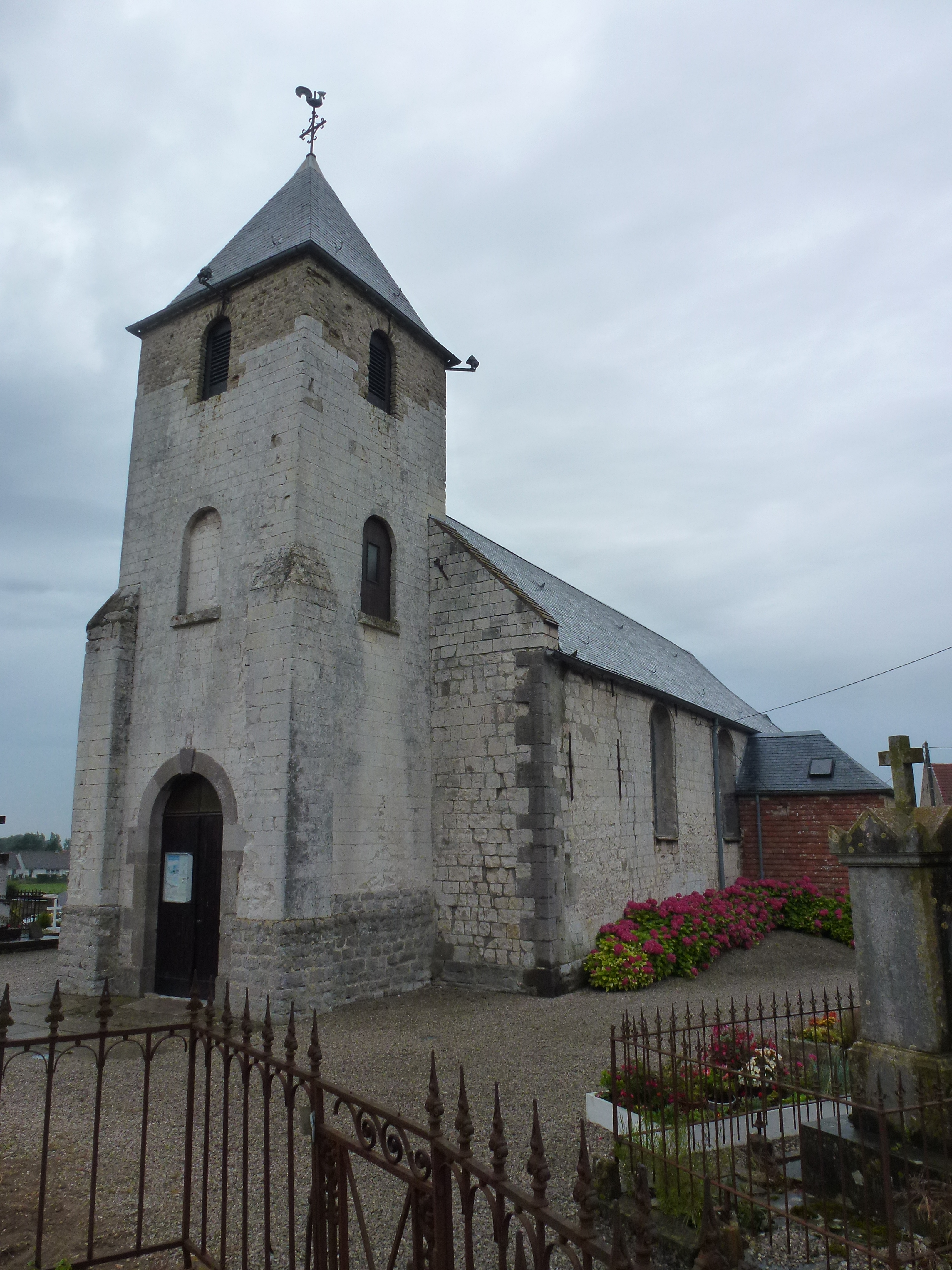
L'église.
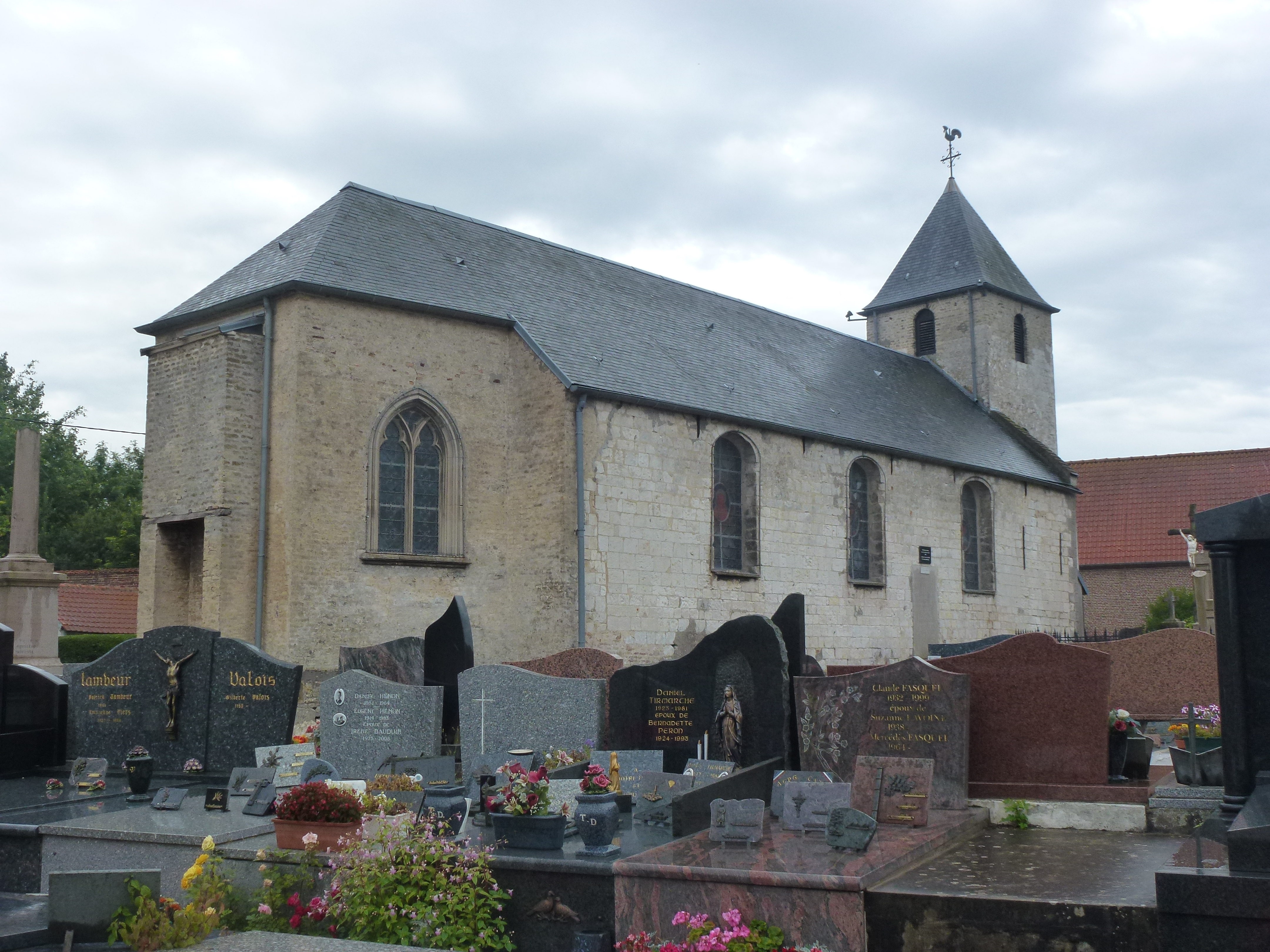
Le côté de l'église.
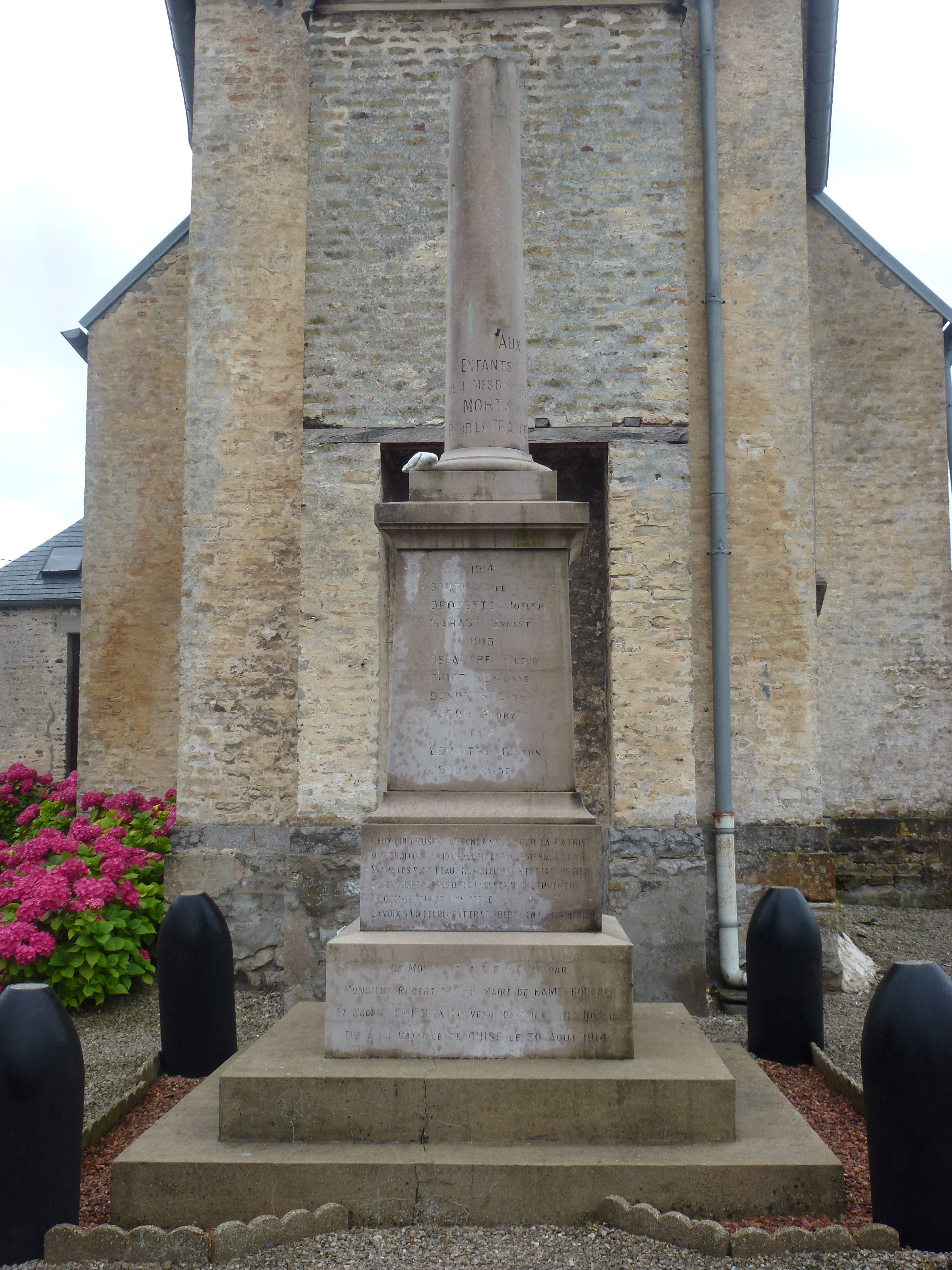
Le monument aux morts.
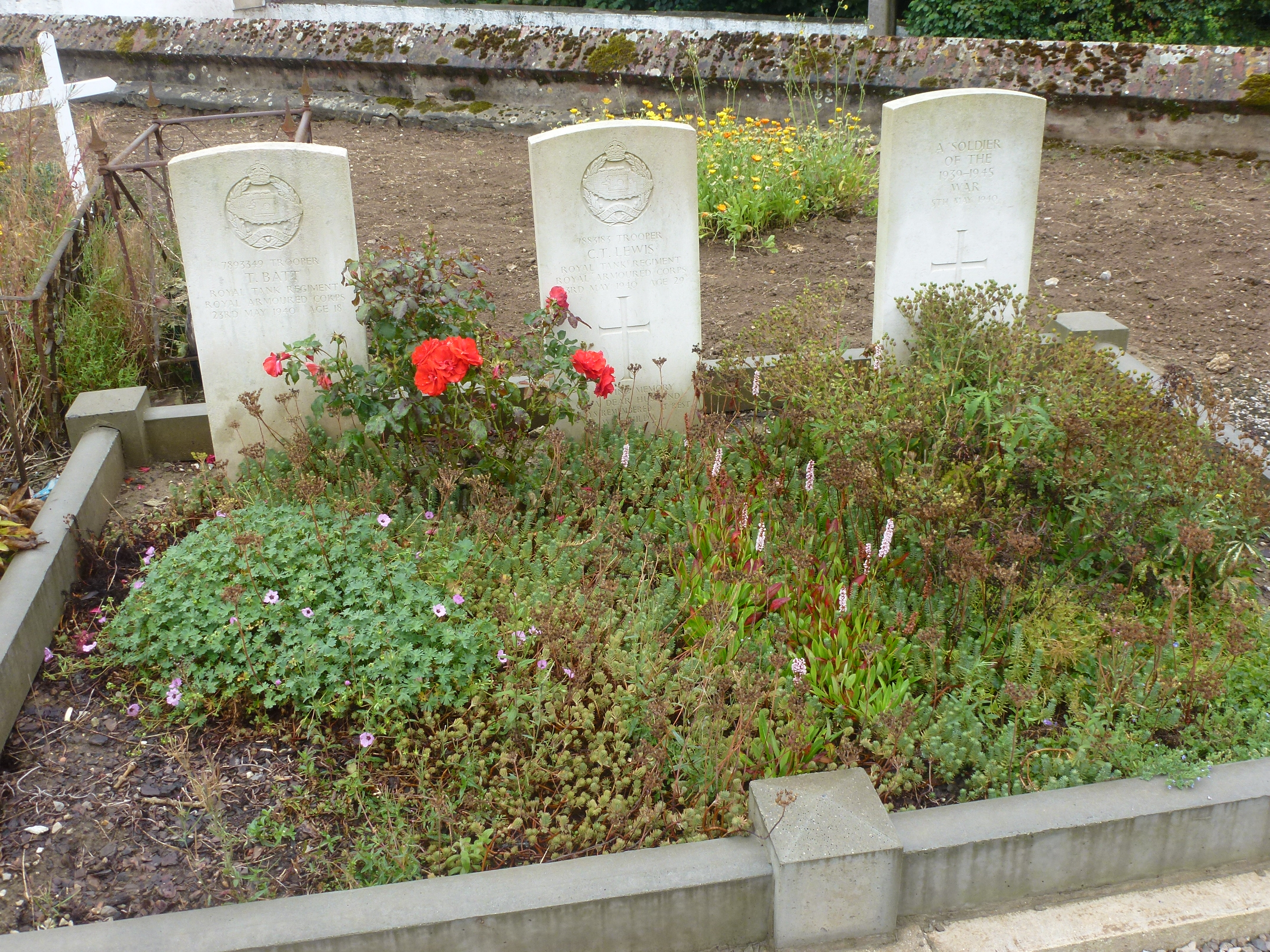
Le carré militaire de la CWGC.

### Personnalités liées à la commune
- Érasme (1466-1536), lors de ses voyages, résida au château de Hames en 1503, 1506 et 1514[58].

### Héraldique, logotype et devise
| Blason de Hames-Boucres | Blason  | Écartelé : aux 1er et 4e vairé d'argent et de gueules, aux 2e et 3e d'argent au lion de sable armé et lampassé de gueules. |
| Blason de Hames-Boucres | Détails | Écartelé des armes des De Hames (vairé d'argent et de gueules) et celles des De Fiennes (d'argent au lion de sable armé et lampassé de gueules), qui étaient toutes deux d'anciennes familles seigneuriales. Adopté par la municipalité le 9 avril 1992. |
| Blason de Hames-Boucres | Alias   | De sinople à deux églises affrontées d'argent. Montre les deux paroisses des anciens hameaux de Hames et Boucres, sur un champ de sinople symbolisant la nature.                                                                                         |

## Pour approfondir

#### Bases de données, dictionnaires et encyclopédies
- Ressources relatives à la géographie :   - Insee (communes)
  - Ldh/EHESS/Cassini
- Ressource relative à plusieurs domaines :   - Annuaire du service public français
- Notices d'autorité :   - BnF (données)